# Fast Retailing
Fast Retailing Co., Ltd. (株式会社ファーストリテイリング Kabushiki Kaisha Fāsuto Riteiringu) er en multinational japansk detailhandelskoncern.
Deres primære datterselskab er tøjmærket- og tøjbutikskæden Uniqlo. Andre mærker inkluderer J Brand, Comptoir des Cotonniers, GU, Princesse Tam-Tam og Theory.